# William Woodfield
William Read Woodfield (* 21. Januar 1928 in San Francisco, Kalifornien; † 24. November 2001 in Los Angeles, Kalifornien) war ein US-amerikanischer Fotograf, Fernsehproduzent und Zauberkünstler.

## Leben
Bill Woodfield schrieb Drehbücher für Fernsehserien wie Columbo, Perry Mason, Der Chef (Ironside) und andere. Oftmals ersann er dazu Szenen, in denen gezaubert wurde. Nebenher betätigte er sich als Künstler und Fotograf. Er entwarf Schallplattenhüllen und gestaltete eine Werbebroschüre für Frank Sinatra. 
Um 1946 begann Woodfield einen Newsletter herauszubringen, der später in der amerikanischen Zauberzeitschrift Genii unter dem Titel Magicana in den Ausgaben der Zeitschrift veröffentlicht wurde.
In den 1970er Jahren beteiligte sich Woodliffe intensiv mit dem Entschlüsseln des Rätsels um S. W. Erdnase.